# Gederts Ramans
Gederts Gedertovich Ramans (8. september 1927 i Jelgava, Letland - 22. juli 1999) var en lettisk komponist, lærer og lydtekniker.
Han studerede på Letlands Musikakademi hos Adolfs Skulte (1950). Ramans var senere lærer i komposition på Musikkonservatoriet i Riga. 
Ramans har skrevet 9 symfonier, orkesterværker, kammermusik, koncerter, filmmusik og korværker. 

## Udvalgte værker
- Symfoni nr. 1 (1957) - for orkester
- Symfoni nr. 2 (1965) - for orkester
- Symfoni nr. 3 (1970) - for orkester
- Symfoni nr. 4 (1974) - for kammerorkester
- Symfoni nr. 5 (1977) - for orkester
- Symfoni nr. 6 (1979) - for orkester
- Symfoni nr. 7 (1983) - for orkester
- Symfoni nr. 8 (1985) - for orkester
- Symfoni nr. 9 (1988) - for orkester
- Saxofonkoncert (1962) - for saxofon og orkester